# Pilosocereus magnificus

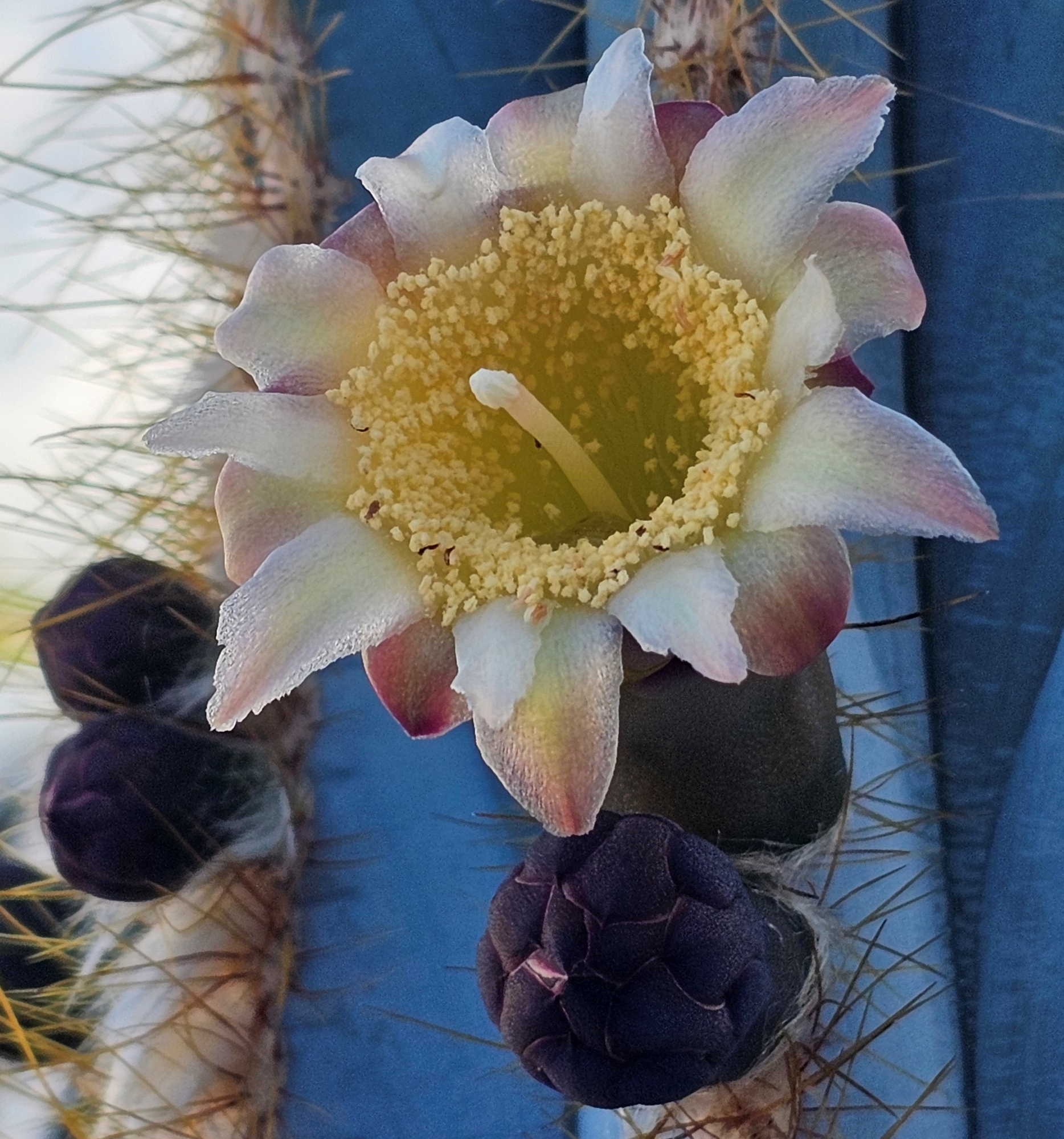
Geöffnete Einzelblüte

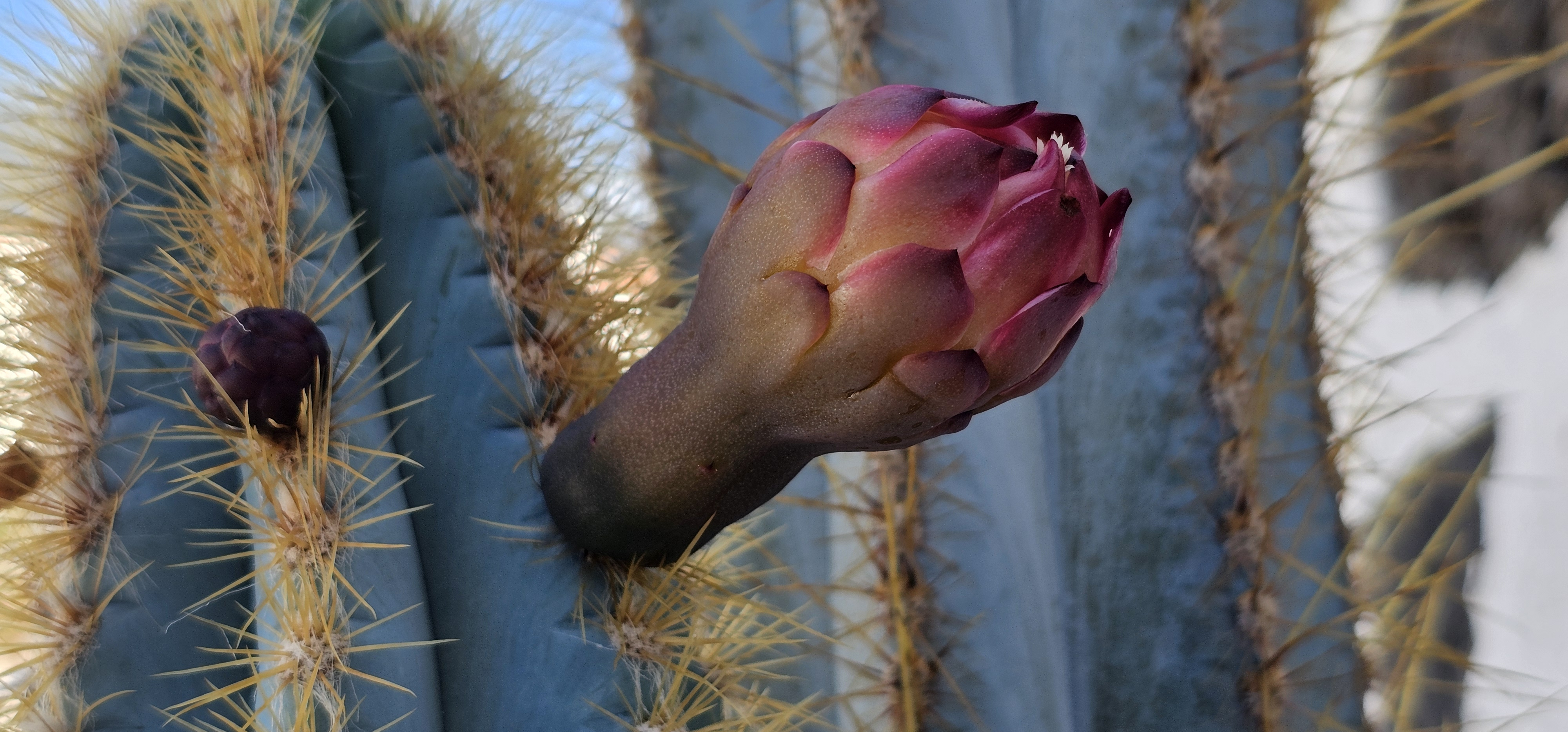
Geschlossene Einzelblüte

Pilosocereus magnificus ist eine Pflanzenart in der Gattung Pilosocereus aus der Familie der Kakteengewächse (Cactaceae). Das Artepitheton  magnificus  bedeutet ‚prächtig‘. Ein Trivialname ist „Facheiro“.

## Beschreibung
Pilosocereus magnificus wächst strauchig bis baumförmig, kann einen deutlichen Stamm ausbilden und erreicht Wuchshöhen von 1,5 bis 5 Metern. Die aufrechten, glatten, hellblauen Triebe sind bewachst, schwach verholzt und weisen Durchmesser von 4 bis 7,5 Zentimetern auf. Es sind 5 bis 12 Rippen vorhanden, die nur nahe der Triebspitze deutlich sichtbare Querfurchen aufweisen. Die durchscheinenden goldgelben bis braunen Dornen sind borstenartig. Die 8 abstehenden Mitteldornen sind bis zu 1,5 Zentimeter lang. Die etwa 16 aufsteigenden Randdornen sind bis zu 10 Millimeter lang. Der blühfähige Teil der Triebe ist nur schwach ausgeprägt. Die blühfähigen Areolen stehen in Gruppen zu 3 bis 6 entlang der Triebe zerstreut, meist jedoch im unteren und mittleren Teil. Aus den Areolen entspringen dort weiße Haare.
Die schmalen, allmählich erweiterten Blüten sind bis zu 6 Zentimeter lang und erreichen Durchmesser von 2,3 Zentimetern. Die niedergedrückt kugelförmigen Früchte weisen Durchmesser von 2,5 bis 3,5 Zentimetern auf, reißen entlang mehrerer Längsrisse auf und enthalten ein magentafarbenes Fruchtfleisch.

## Systematik, Verbreitung und Bedrohung
Pilosocereus magnificus ist im Nordosten des brasilianischen Bundesstaates Minas Gerais in Höhenlagen von 250 bis 800 Metern verbreitet.
Die Erstbeschreibung als Pseudopilocereus magnificus wurde 1972 von Albert Frederik Hendrik Buining und Arnold J. Brederoo (1917–1999) veröffentlicht. Friedrich Ritter stellte die Art 1979 in die Gattung Pilosocereus.
Pilosocereus magnificus wurde in der Roten Liste gefährdeter Arten der IUCN von 2002 als „Near Threatened (NT)“, d. h. gering gefährdet, eingestuft. Im Jahr 2013 wird die Art als „Endangered (EN)“, d. h. als stark gefährdet geführt.

## Nachweise